# Hemnesberget
Hemnesberget est une localité du comté de Nordland, en Norvège.

## Géographie
Administrativement, Hemnesberget fait partie de la kommune de Hemnes.